# Bob Godwin
Bob Godwin (* 5. Mai 1911 in Moultrie, Georgia, USA; † 1. August 1980) war ein US-amerikanischer Boxer im Halbschwergewicht.
Am 1. März 1933 schlug er Joe Knight über 10 Runden nach Punkten und wurde dadurch Weltmeister der NBA (die NBA nannte sich im Jahre 1962 in WBA um). Noch im selben Monat kam es zur Titelvereinigung mit dem amtierenden NYSAC-Weltmeister Maxie Rosenbloom. Rosenbloom gewann diesen Kampf bereits in der vierten Runde durch technischen K. o.